# Episodi di Bleach (quarta stagione)
La quarta stagione dell'anime Bleach si intitola saga dei Bount (BLEACH バウント篇?, Burīchi: Baunto hen) e comprende gli episodi dal 64 al 91, in cui sono narrati eventi non presenti nel manga omonimo di Tite Kubo. La regia delle puntate è di Noriyuki Abe e sono prodotte da TV Tokyo, Dentsu, e Pierrot. In questa stagione vengono introdotti i Bount, una razza di umani che consumano anime per estendere la propria vita, ed il loro conflitto con Ichigo Kurosaki ed i suoi alleati. La quarta stagione è andata in onda in Giappone dal 17 gennaio al 1º agosto 2006 su TV Tokyo. In Italia è stata pubblicata su Prime Video il 26 luglio 2021.
La quarta stagione di Bleach utilizza cinque sigle: due di apertura, Ichirin no Hana degli High and Mighty Color (episodi 64-74) e Tonight, Tonight, Tonight dei BEAT CRUSADERS (episodi 75-91), e tre di chiusura, My Pace dei SunSet Swish (episodi 64-74). Hanabi dei Ikimono Gakari (episodi 75-86) e MOVIN!! dei Takacha (episodi 87-91).

## Lista episodi
| Nº | Titolo italiano Giapponese 「Kanji」 - Rōmaji | In onda          | In onda        |
| Nº | Titolo italiano Giapponese 「Kanji」 - Rōmaji | Giapponese       | Italiano       |
| 64 | Si torna a scuola e Renji è nel mondo umano?! 「新学期、現世に恋次がやって来た！？」 - Shingakki, gense ni Renji ga yatte kita!? | 17 gennaio 2006  | 26 luglio 2021 |
| 64 | Ichigo al suo ritorno a scuola sente qualcuno urlare il suo nome: è Renji vestito con abiti degli anni '60 stile hippie. Egli si trova a Karakura poiché a lui è stata assegnata la difesa della città. Orihime è molto dispiaciuta poiché nella Soul Society è stata solo di impiccio e il suo sonno è disturbato dai ricordi di suo fratello. La ragazza viene catturata da tre personaggi misteriosi. |                  |                |
| 65 | Terrore strisciante, la seconda vittima 「忍び寄る恐怖、２番目の犠牲者」 - Shinobi yoru kyōfu, nibanme no giseisha | 24 gennaio 2006  | 26 luglio 2021 |
| 65 | In seguito alla scomparsa di Orihime Ichigo, Chad, Ishida e Renji partono alla sua ricerca. Una ragazza prima si diverte a giocare con loro e poi riferirà ai ragazzi di recarsi alle 8 a casa di Orihime, dove con sorpresa generale la trovano. I tre misteriosi personaggi si presentano: Cloud, Nova, e Ririn, la ragazza che si è vista prima. I tre catturano Chad. |                  |                |
| 66 | Superate la trappola in agguato nel labirinto! 「突破せよ！迷宮に潜む罠」 - Toppa seyo! Meikyū ni hisomu wana | 31 gennaio 2006  | 26 luglio 2021 |
| 66 | Una nuova missione vede coinvolti Ichigo e compagni che seguendo le istruzioni ricevute si recano in un museo che si scopre essere una sorta di labirinto. Ishida riesce a trovare il modo di uscirne da questo labirinto. Affrontano i tre rapitori che si rivelano essere anime modificate. Essi fuggono dopo aver liberato Chad ed Orihime a titolo di premio per aver superato la prova. |                  |                |
| 67 | Il gioco mortale e la scomparsa dei compagni di classe 「死のゲーム！消えるクラスメイト」 - Shi no gēmu! Kieru kurasumeito | 7 febbraio 2006  | 26 luglio 2021 |
| 67 | Inizia una nuova prova per Ichigo e compagni, devono scoprire chi fra loro è un impostore al più presto altrimenti tutti i loro compagni di scuola moriranno. La scomparsa prima di Tatsuki e poi di Asano fa preoccupare il gruppo, ma alla fine scoprono in Chad l'intruso in quanto non aveva riconosciuto Yoruichi in forma gatto. |                  |                |
| 68 | La vera identità dei demoni e il segreto rivelato 「悪魔の正体、明かされた秘密」 - Akuma no shōtai, akasareta himitsu | 14 febbraio 2006 | 26 luglio 2021 |
| 68 | In una dimensione parallela si svolge l'ultima prova per Ichigo e compagni: Renji e Ichigo devono affrontare in combattimento Cloud e Nova entro un breve tempo limite pena la morte di Chad. Prima che giunga il termine lo stesso Chad riesce a liberarsi. Dietro queste prova vi era Urahara, il suo scopo era quello di aumentare l'armonia e l'affiatamento del gruppo. Nel frattempo Yoruichi fa uno strano incontro con una donna misteriosa e informa Ichigo e gli altri del ritorno dei Bount. |                  |                |
| 69 | I Bount, cacciatori di anime 「バウント！魂を狩る者たち」 - Baunto! Tamashī o karu mono tachi | 14 febbraio 2006 | 26 luglio 2021 |
| 69 | Al negozio di Urahara si spiega cosa siano i Bount: esseri umani ma come i quincy hanno dei poteri speciali. Essi assorbendo anime umane vivono possono vivere eternamente, come dei vampiri. Urahara invia le tre anime modificate al fianco di Ichigo e gli altri, si riveleranno alleati molto utili in quanto hanno l'abilità, grazie a particolari sensori, di localizzare i Bount se si trovano nelle vicinanze. Si dividono in tre gruppi: Claud con Orihime, Nova con Chad e Ririn con Ichigo, le anime modificate prendono le sembianze di peluche. Ichigo combatte contro una donna che utilizza in combattimento una bambola di fuoco. Chad e Orihime incontrano un altro Bount. |                  |                |
| 70 | Il ritorno di Rukia! Rinasce la squadra sostitutiva! 「ルキアの帰還！代行チーム復活」 - Rukia no kikan! Daikō chīmu fukkatsu | 21 febbraio 2006 | 26 luglio 2021 |
| 70 | Il corpo di Ichigo è in fiamme ma viene salvato dall'intervento di Rukia. La sfida termina in quanto dei serpenti apparsi dal nulla la fermano. A questo punto si inizia a conoscere i nomi degli avversari: la donna si chiama Yoshino Soma, mentre l'uomo che ha utilizzato i serpenti Ryo Udagawa. Egli stesso fugge portandosi dietro l'alleata. Nello stesso episodio si conosce anche il nome del loro capo, Jin Kariya. L'intento di Udagawa è quello di affrontare Ishida, a parer suo il più debole del gruppo in quanto non è riuscito nell'intento di recuperare le proprie abilità. |                  |                |
| 71 | Il momento dello scontro! Una mano malevola sfiora il Quincy 「激突の時！クインシーに迫る魔の手」 - Gekitotsu no toki! Kuinshī ni semaru ma no te | 7 marzo 2006     | 26 luglio 2021 |
| 71 | Ishida viene catturato prima da Udagawa e poi da Yoshino. Il primo fugge all'arrivo di Renji, Tessai, Jinta, e Ururu. Nella Soul Society si assiste all'incontro fra Shunsui Kyōraku e Mayuri Kurotsuchi, il capitano della Dodicesima Divisione si altera e decide di eliminare qualunque notizia riguardante i Bount senza riuscirci. Ishida ritornato in ospedale spiega ai suoi amici quello che ha saputo da Yoshino: Jin intende usare il potere ottenuto dalle anime strappate agli esseri umani per aprire un cancello nel mondo dei morti, e per attuare tale piano hanno bisogno di un Quincy. |                  |                |
| 72 | L'assalto dell'acqua! Fuga dall'ospedale isolato 「水の攻撃！閉ざされた病院からの脱出」 - Mizu no kōgeki! Tozasareta byōin kara no dasshutsu | 14 marzo 2006    | 26 luglio 2021 |
| 72 | Ichigo e gli altri sapendo dell'interessamento di Jin a Ishida decidono di fargli da guardia durante il tempo di convalescenza. Durante il sonno viene attaccato da dell'acqua che quasi lo annega. I nemici si rivelano essere i gemelli Hō e Ban che grazie alle loro bambole hanno il controllo dell'acqua. Dopo averlo salvato Ichigo e Renji affrontano i nemici ma il combattimento termina quando si stava spostando all'esterno, vista la pioggia sarebbe un suicidio per i due continuare. |                  |                |
| 73 | Raduno nel luogo propizio! Il vero uomo entra in azione 「場運と集結！動き出す男」 - Ba un to shūketsu! Ugoki dasu otoko | 28 marzo 2006    | 26 luglio 2021 |
| 73 | Mentre Ichigo, Renji e Rukia combattono contro l'acqua, Chad e Orihime scappano proteggendo Ishida. Però i gemelli decidono di abbandonare Ichigo e seguire Ishida. Incontrano Chad che non riesce a batterli anche se usando l'armatura riesce a fuggire, quindi incontrano i due gruppi riuniti e si scopre che i gemelli combinano i loro poteri usando la telepatia. Ho e Ban riescono a far bere dell'acqua ad Ichigo e compagni mettendoli in grave difficoltà. Nova trasporta quindi i gemelli a distanza in modo che si distraggono e Ichigo e compagni si liberano. Ganju Shiba e Hanataro Yamada arrivano, e Ganju con i suoi fuochi artificiali distrugge le bambole d'acqua. Facendo così sia Ho che Ban diventano cenere e muoiono. Si accorgono poi che Ishida è scomparso. |                  |                |
| 74 | I ricordi del clan immortale 「永遠を生きる一族の記憶」 - Eien o ikiru ichizoku no kioku | 28 marzo 2006    | 26 luglio 2021 |
| 74 | Durante la fuga Ishida incontra Yoshino che se lo porta con sé. Nel frattempo Jin Kariya ha chiamato tutti i Bount dicendo che finalmente hanno trovato il Quincy e che una nuova era sta per iniziare. Nel frattempo nella Soul Society, l'Undicesima Divisione ha scoperto dove si trova Maki Ichinose, che una volta era uno Shinigami proprio di quella divisione. In un flashback ritroviamo Kenpachi Zaraki intento in un duello contro il precedente capitano, finendo per ucciderlo; Ichinose rifiuta di accettare il vincitore come nuovo comandante, come da tradizione, e preferisce andarsene dalla Soul Society. |                  |                |
| 75 | Il terremoto nell'undicesima compagnia e il ritorno in scena di uno Shinigami 「十一番隊激震！よみがえった死神」 - Jūichibantai gekishin! Yomigaetta shinigami | 4 aprile 2006    | 26 luglio 2021 |
| 75 | L'episodio inizia con l'arrivo del Bount chiamato Koga Gowa, la sua prima impresa è quella di catturare sia Ishida che Yoshino. Nel frattempo le tre anime modificate vanno nel gigai, mentre finora avevano sempre assunto la forma di peluche. Nel frattempo nella Soul Society Mayuri avvisa gli altri capitani della presenza di un traditore all'interno della città, il colpevole aveva superato le difese e penetrato l'archivio della banca dati del capitano. Kenpachi pensa che possa esserci una connessione fra questo fatto e il recente ritorno di Maki Ichinose, ignorandone però il nesso. Ichigo grazie all'abilità delle anime modificate di scovare i Bount parte alla ricerca di Ishida incontrando il capo dei Bount, Jin Kariya. |                  |                |
| 76 | Scontro di potere! Fried contro Zangetsu 「力の激突！フリードＶＳ斬月」 - Chikara no gekitotsu! Furīdo vs Zangetsu | 4 aprile 2006    | 26 luglio 2021 |
| 76 | Rukia e le tre anime modificate vanno alla ricerca di Ishida ma si imbattono in Maki Ichinose. Le tre anime modificate vengono sconfitte facilmente da Maki, che aveva capito subito le loro tecniche. Rukia lancia un Kido che non ha effetto dato che i poteri di Rukia ancora non sono completamente ristabiliti. Maki andrà da Kariya perché sente dei rumori nell'altra stanza. Ichigo combatte contro Udagawa che usa una tecnica chiamata Snake Net, che Ichigo non riesce ad evitare nonostante l'uso dello Shunpo. Ichigo usa il suo Getsuga Tenshō, che lancia Udagawa vicino al sigillo di Kariya che si trova a terra. Udagawa lo prende tradendo Kariya allo scopo di sostituirlo alla guida dei Bount e attacca Jin che facilmente respinge il colpo. Allora appare Maki che uccide Udagawa con il suo Shikai e desidera combattere contro Ichigo perché sa che lui ha sconfitto Zaraki. |                  |                |
| 77 | Rancore inestinguibile! Lo Shinigami ucciso da Kenpachi 「消えぬ怨念！剣八が斬った死神」 - Kienu onnen! Kenpachi ga kitta shinigami | 11 aprile 2006   | 26 luglio 2021 |
| 77 | Ichigo e Maki combattono alla pari, ma quando Maki usa il suo Shikai alla massima potenza riesce a colpire Ichigo. I due vogliono continuare la sfida ma arriva Jin che dice che vuole affrontare lui stesso Ichigo. In un flashback scopriamo come Maki conobbe Kariya. Ichigo combatte contro Kariya ma viene sconfitto. Nonostante questo si alza, attirando l'attenzione di Maki e venendo salvato dal provvidenziale intervento di Yoruichi che lo porta con sé. Nel frattempo Rukia e gli altri salvano Ishida e Yoshino. |                  |                |
| 78 | Verità scioccanti per il Gotei 13! La verità sepolta nella storia 「護廷十三隊驚愕！！歴史に埋もれた真実」 - Gotei jūsantai kyōgaku! Rekishi ni uzumoreta shinjitsu | 2 maggio 2006    | 26 luglio 2021 |
| 78 | Nella Soul Society, Mayuri mostra un video dei Bount agli altri capitani che spiega la storia dei clan Bount e Quincy. Ichigo si sente depresso perché pensa che non riuscirà a battere Kariya. Renji e Ganju lo portano nel seminterrato della base di Urahara per allenarlo. |                  |                |
| 79 | Yoshino si prepara alla morte 「芳野、死をかけた想い」 - Yoshino, shi o kaketa omoi | 9 maggio 2006    | 26 luglio 2021 |
| 79 | Ichigo e Renji terminano l'allenamento. Nel frattempo Yoshino va da Jin per cercare di ucciderlo. Ishida va alla ricerca di Yoshino portandosi Ririn con lui in modo da poter avvertire la sua presenza. Ichigo e Renji provano a seguirlo ma incontrano Gowa e Maki che li intralciano. Yoshino si unisce con la bambola e muore contro Jin Kariya, salutando Ishida prima di esalare l'ultimo respiro. Jin riesce così a convogliare il potere di Yoshino, quello della riproduzione, per creare nuove bambole. |                  |                |
| 80 | L'assalto di un nemico formidabile! L'ultima minuscola linea di difesa?! 「強敵の急襲！小さな最終防衛線！？」 - Kyōteki no kyūshū! Chiisana saishū bōei sen!? | 16 maggio 2006   | 26 luglio 2021 |
| 80 | Le anime modificate, offese dallo scarso peso dato alle loro trappole per Bount decidono di organizzare uno scherzo ad Ichigo. Per farlo utilizzano delle speciali tute destinate ad amplificare i loro poteri nella forma pelouche, tute che avranno però l'effetto imprevisto di impedire la loro identificazione da parte di Ichigo e degli altri, che li attaccano scambiandoli per marionette. Alla fine, grazie a Nova che dice che loro avevano avuto questa armatura da Urahara per aumentare i loro poteri in forma peluche, tutto viene risolto per il meglio. |                  |                |
| 81 | Hitsugaya fa la sua mossa nella città sotto attacco! 「日番谷動く！襲われた街」 - Hitsugaya ugoku! Osowareta machi | 23 maggio 2006   | 26 luglio 2021 |
| 81 | Nella città di Karakura, gli umani sono attaccati dai Bitto, che succhiano l'anima e la portano ai Bount, i quali bevendola aumentano la loro potenza. Dei membri della Seconda Divisione affrontano questi Bitto ma vengono sconfitti. Mabashi, uno dei Bount, è contrario a bere l'anima degli esseri umani da questi Bitto, perché ormai sono secoli che i Bount seguendo la loro legge si nutrono da soli. Kariya con la forza gli fa cambiare idea. Renji combatte contro alcuni Bitto per difendere un essere umano, restando ferito. |                  |                |
| 82 | Ichigo vs Dalk! Arriva la bianca oscurità 「一護ＶＳダルク！白き闇の出現」 - Ichigo VS Daruku! Shirakigami no shutsugen | 30 maggio 2006   | 26 luglio 2021 |
| 82 | Kariya dice ai Bount di andare fuori a testare i loro nuovi poteri mentre lui si ritira nella sua stanza. Yoshi attacca Rukia, Inoue e Cloud. Ichigo si scontra con Koga mentre stava salvando Keigo Asano la cui anima stava per essere succhiata dai Bitto. Ichigo ha difficoltà a sconfiggere la bambola di Koga, perché mentre combatte deve anche proteggere Asano. Ichigo diventa Hollow e sconfigge con facilità la bambola, ma riesce subito a togliersi la maschera dalla faccia, e facendo questo poi cade a terra esausto. |                  |                |
| 83 | L'ombra grigia, il segreto delle Doll 「灰色の影、ドールの秘密」 - Haiiro no kage, dōru no himitsu | 6 giugno 2006    | 26 luglio 2021 |
| 83 | Koga si ricorda di un giovane Bount chiamato Cain. Lui fu portato da Jin che gli presentò Koga, che divenne come un maestro per lui. Koga gli dà il libro per dare anche a lui una bambola, ma visto che Cain era troppo giovane e inesperto non riesce a controllarla e muore. |                  |                |
| 84 | La dissoluzione della squadra sostitutiva?! Il tradimento di Rukia 「代行チーム分裂？裏切ったルキア」 - Daikō chīmu bunretsu? Uragitta Rukia | 13 giugno 2006   | 26 luglio 2021 |
| 84 | Ichigo è stanco, ma ad aiutarlo arriva Izuru Kira, luogotenente della Terza Divisione. Combatte contro la bambola di Koga, chiamata Dalk, e riesce a vincere perché lei non immaginava che Kira avesse il potere di raddoppiare il peso di qualunque cosa tocca. Koga poi vedendo che Ichigo assomiglia al suo defunto amico Cain, decide di andarsene. Nel frattempo un altro Bount, Yoshi riesce a sconfiggere Cloud che si era trasformato inutilmente in Renji, e di evitare gli attacchi di Orihime e Rukia. Poi Mabashi interrompe il combattimento, per vedere il nuovo potere della sua bambola velocissima, chiamata Ritz. Così attacca Yoshi che poi se ne va, giurando vendetta. Poi attacca Rukia con la sua bambola che evita i colpi, ma alla fine riesce a colpirla facendo in modo che la bambola entri in lei, e così riesce a controllare Rukia.                                     |                  |                |
| 85 | Battaglia fra le lacrime! Rukia contro Orihime 「涙の死闘！ルキアＶＳ織姫」 - Namida no shitō! Rukia VS Orihime | 13 giugno 2006   | 26 luglio 2021 |
| 85 | Mentre Kira va con Ichigo da Urahara per far guarire Keigo Asano, Orihime combatte contro Rukia, che è controllata dalla bambola di Mabashi. Lui intende far combattere Rukia finché lei non muore. Orihime non vuole combattere perché la reputa un'amica. Arriva ad aiutarla Shuhei Hisagi, che vuole uccidere Rukia, ma Orihime non glielo permette e con il suo potere riesce a fare in modo che la bambola lasci il corpo di Rukia. Hisagi sconfigge la bambola del Bount, ed era sul punto di uccidere Mabashi ma questo viene salvato da Ichinose. |                  |                |
| 86 | La danza di Rangiku! Abbatti il nemico invisibile 「乱菊舞う！見えない敵を斬れ！」 - Rangiku, mau! Mienai teki o kire! | 20 giugno 2006   | 26 luglio 2021 |
| 86 | Rangiku Matsumoto vede Chad assieme a Nova e Ururu. Quindi va a salutare Chad, ma non si è accorta che loro stavano per affrontare il più vecchio dei Bount, Sawatari. Questi ha come bambola una balena di roccia, chiamata Baura, che può muoversi attraverso dimensioni, però solo se c'è abbastanza spazio. La bambola riesce ad ingoiare Ururu, allora i tre trovano un piano per salvare Ururu: Rangiku fa da esca e così la bambola attacca lei, mentre Chad colpisce la bambola facendo in modo che Nova l'assorba. Però, Sawatari, è troppo forte per Nova, infatti riesce a fuggire e Nova cade a terra distrutto dallo sforzo. |                  |                |
| 87 | Byakuya è convocato, il Gotei 13 passa all'azione! 「白哉召集！動き出す護廷十三隊」 - Byakuya shōshū! Ugokidasu gotei 13 | 4 luglio 2006    | 26 luglio 2021 |
| 87 | Nova, con la sua poca forza rimasta, riesce a teletrasportare Rangiku e Chad lontani dà Sawatari. Nova unisce la sua energia spirituale con quella di Rangiku, per cercare Sawatari con il suo Kido. Chad vede Sawatari che scende nel cielo, e prendendolo a pugni riesce a fargli cacciare Ururu. E poi il Bount fugge. Nel frattempo nella Soul Society, Mayuri ha trovato il file nascosto dei Bount. Manda dunque Nemu sulla terra perché deve dare un oggetto importante a Ishida. Sempre nella Soul Society appare un nemico misterioso, che attacca nel cancello difeso da Ikkaku Madarame. Questo riesce a fuggire senza che Ikkaku lo riesca a vedere. Byakuya, intanto, viene convocato da Yamamoto. |                  |                |
| 88 | I luogotenenti sgominati?! Trappola nella caverna sotterranea! 「副隊長全滅！？地下洞窟の罠」 - Fukutaichō zenmetsu!? Chikadōkutsu no wana | 11 luglio 2006   | 26 luglio 2021 |
| 88 | Il comandante generale Yamamoto parla con Byakuya, dicendogli che sospetta di Mayuri Kurotsuchi, che potrebbe, secondo lui, aver tradito la Soul Society. Ichigo e gli altri, una volta riuniti, salutano Urahara e gli altri, e vanno nel nascondiglio dei Bount. I tre vicecapitani, Rangiku, Hisagi, Kira, e il quinto seggio dell'Undicesima Divisione, Yumichika Ayasegawa, vanno prima di Ichigo al nascondiglio, ma la caverna è piena di trappole. Il Bount Ugaki, con la bambola Geselle, usando un mazzo di carte di cui ogni carta è una trappola, fa in modo di dividere gli Shinigami e, uno alla volta, li sconfigge. Nel frattempo Ishida, che sta cercando di recuperare i suoi poteri di Quincy, incontra Nemu. |                  |                |
| 89 | Rivincita?! Ishida contro Nemu 「再戦！？石田ＶＳネム」 - Saisen!? Ishida VS Nemu | 18 luglio 2006   | 26 luglio 2021 |
| 89 | Ichigo e gli altri sono arrivati alla caverna, essi sono subito circondati dagli occhivolanti, e ognuno di loro emette una trappola. Ma poi sono salvati da Rangiku che dice agli altri di distruggere questi occhi. Quindi Ugaki, parlando con uno dei suoi occhivolanti, si presenta ad Ichigo e gli altri. Così si dividono, e vanno ad attaccare solo Renji ed Ichigo, che vengono aiutati da Kira e Hisagi che si sono appena ripresi. Lavorando insieme riescono a sconfiggere varie trappole, ma dopo un po' vengono separati. Nel frattempo Ishida, è attaccato da Nemu, perché vuole vedere se veramente ha perso i poteri Quincy. Poi Nemu dà ad Ishida un artefatto che i Quincy usano da generazioni. |                  |                |
| 90 | Il Bankai dell'anima di Renji Abarai! 「阿散井恋次、魂の卍解！」 - Abarai Renji, tamashii no bankai! | 25 luglio 2006   | 26 luglio 2021 |
| 90 | Ichigo e Renji vanno nella caverna e trovano Yumichika, Ugaki chiama la vera forma della sua bambola che sarebbe quella di un mostro. Combatte contro Renji, che usa il suo Bankai e mette in difficoltà il mostro, facendolo andare fuori controllo. Kariya tradisce Ugaki, che viene velocemente ucciso dalla sua bambola. Ichigo andando avanti, incontra Kariya e gli altri Bount, Kurosaki prova ad affrontare Kariya ma non ha nessuna possibilità contro Kariya, dato che questi ha nuovi poteri. Jin voleva che Ichigo usasse il suo Bankai, per vedere chi dei due era più forte, ma Ichigo non lo usa. Kariya annuncia il vero obiettivo dei Bount, ovvero che non è quello di unire il mondo degli umani con quello dell'Hueco Mundo, ma essi vogliono andare alla Soul Society per uccidere le persone che li hanno creati.                                                                |                  |                |
| 91 | Shinigami e Quincy, il potere che rinasce 「死神とクインシー、よみがえる力」 - Shinigami to kuinshī, yomigaeru chikara | 1º agosto 2006   | 26 luglio 2021 |
| 91 | Ichigo e Kariya continuano il loro scontro e nel durante Ichigo si ferisce con la propria Zanpakutō, Zangetsu, riuscendo quindi ad utilizzare nuovamente il Bankai. Grazie ad esso ha una forza pari a quella del suo avversario, tuttavia i due vengono interrotti da Ishida, che ha riacquistato di nuovo i suoi poteri di Quincy. Il ragazzo scaglia una freccia verso il portale dei Bount permettendo in tal modo al gruppo l'ingresso nella Soul Society, che approfittano della situazione. Ishida è convinto di terminare in quel luogo lo scontro. |                  |                |

## DVD

### Giappone
Gli episodi della quarta stagione di Bleach sono stati distribuiti in Giappone anche tramite DVD, quattro episodi per disco, da maggio 2006 a dicembre 2006.
| N° | Data             | Dischi | Episodi |
| -- | ---------------- | ------ | ------- |
| 1  | 24 maggio 2006   | 1      | 64-67   |
| 2  | 28 giugno 2006   | 1      | 68-71   |
| 3  | 26 luglio 2006   | 1      | 72-75   |
| 4  | 23 agosto 2006   | 1      | 76-79   |
| 5  | 25 ottobre 2006  | 1      | 80-83   |
| 6  | 22 novembre 2006 | 1      | 84-87   |
| 7  | 20 dicembre 2006 | 1      | 88-91   |